# 索耶 (堪薩斯州)
索耶（英語：Sawyer）是一個位於美國堪薩斯州普拉特縣的城市。

## 地方資料
根據2020年美國人口普查的數據，索耶的面積為0.47平方千米，當中陸地面積為0.47平方千米，而水域面積為0.00平方千米。當地共有人口89人，而人口密度為每平方千米189.36人。